# ود الترابي

ود الترابي بلدة في منطقة ولاية الجزيرة بوسط السودان على بعد 86 كيلومتراً، (ٍ53.437 ميل) جنوب الخرطوم على ارتفاع 371 متراً (1220 قدم) فوق سطح البحر.

## الموقع
تقع ود الترابي شمال ولاية الجزيرة في السودان تقع في الضفة الغربية للنيل الأزرق وتحدها من الناحية الجنوبية قريةالكسمبر وشمالاً منطقة التكلة أبشر، وشرقاً قرية ود راوة، ومن الغرب حلة حمد.

## التسمية
يعود سبب التسسية إلى مؤسسها الشيخ حمد الترابي البديري الدهشي المتوفي في عام 1116 هجري ( 1704 ميلادي) والذي جاء من الدبة شمال السودانإلى المنطقة لنشر علوم الدين الإسلامي وأشتهر بمقولته بشأن موقع القرية (هذا المكان هو مكان خلوتي وقبري). وسميت عليها العديد من المناطق كمحطة السكة الحديدية الترابي، ومكتب تفتيش الترابي.

## تاريخ القرية
تعتبر البلدة مركزاً لقبيلة البديرية المنتشرين في المنطقة وبعد وفاة مؤسسها حمد الترابي انتقلت خلافته في زعامة البلدة إلى أبنائه
فكان الخليفة الأول الشيخ النعيم، وتداولت الخلافة بينهم إلى أن وصلت إلى الخليفة العاشر الحالي البروفيسر الشيخ أبوعاقلة.

## مشاهير القرية
- الخليفة الحاج ود البشير وهو أول من سلك الطريقة الختمية بالبلاد علي يد الإمام الختم بمكة المكرمة، والشيح النعيم ود مضوي الذي سلك الطريقة السمانية علي يد الشيخ الطيب ود البشير،
- الشيخ عبد الله الترابي القاضي الشرعي وأول من تخرج من معهد أم درمان العلمي
- الدكتور حسن عبد الله الترابي، مفكر إسلامي وسياسي سوداني من زعماء الحركة الإسلامية في السودان
- الدكتور حمد الترابي رئيس قسم الباطنية بجامعة الخرطوم ،
- اللواء طبيب عبد الله خالد،
- أ/ على يوسف احمد دفع الله
- أ/ احمد على احمد دفع الله
- الدكتورة نعيمة محمد وزيرة التربية والتعليم بولاية الجزيرة سابقا،
- عباس عبد الباقي رئيس اتحاد مزارعي مشروع الجزيرة والمناقل،

## القرى المجاورة
والمسافة بينها وبين هذه القرى
- الكسمبر 2.9 كيلو متر (بالميل 1.55)
- قرية المحس الرقيبة 10 كيلو متر (بالميل 6.213)
- قرية الشيخ الجميعابى 11 كيلو متر (بالميل 6.835)
- طيبة النعيم وطيبة حسب الله 14 كيلو متر( بالميل 18.019)
- قرية الدبيبة عبد الله 15 كيلو متر (بالميل 8.699)
- مدينة ودابوصالح 17 كيلو متر (بالميل 10.563)
- الغسيناب 19 كيلو متر (بالميل 11.806)
- مدينة برنكو 21 كيلو متر (بالميل 13.048)
- ودالفضل 28 كيلو متر (17.398 ميل)
- منطقة ود ابوعشر 29 كيلو متر (بالميل 18.019)[2]

## التعليم والصحة العامة
بالبلدة مدرستان أساس للبنات والبنين ومركز صحي وثلاث رياض أطفال، إلى جانب عيادة خاصة وثلاثة مساجد، هي: المسجد العتيق للشيخ الترابي النحلان، وبه خلوة لتحفيظ القران الكريم ودراسة علوم الحديث ومسجد شيخ عبد الله المعروف بالسرايا ومسجد وخلاوي الشيخ حيدر محمد السيد.